# Calesia caputrubrum
Calesia caputrubrum är en fjärilsart som beskrevs av Robert H. Carcasson 1965. Calesia caputrubrum ingår i släktet Calesia och familjen nattflyn. Inga underarter finns listade i Catalogue of Life.